# Franz M. Jansen
Pour les articles homonymes, voir Jansen.
Franz M. Jansen ou F. M. Jansen (né le 4 février 1885 à Cologne et mort le 21 mai 1958 à Ruppichteroth) était un peintre et graphiste allemand, représentant de l'art moderne et de l'expressionnisme.
Il fait partie du courant de l'expressionnisme rhénan, un courant artistique des années 1910.
Il a partagé sa vie avec la peintre Fifi Kreutzer (de), engagée aussi dans le même mouvement artistique.

## Œuvres
Ses tableaux sont situés dans des collections publiques et privées, notamment à Düsseldorf. Comme éléments représentatifs de son art, on peut citer :
- Gemüsegarten, 1911
- Weggabelung im Wald, 1913-14
- Promenade, 1925
- Masken, 1925

et également de nombreuses gravures sur bois et eaux-fortes.